# Kapeluch
Kapeluch (ukr. Капелюх) – wieś na Ukrainie w rejonie lwowskim (wcześniej w rejonie żółkiewskim) obwodu lwowskiego.

## Historia
Pod koniec XIX w. grupa domów wsi Potylicz w powiecie rawskim.